# سوزان برو
سوزان برو (بالفرنسية: Suzanne Prou)‏ واسمها الحقيقي سوزان مارسيل هنريت دورد ولدت في 11 يوليو 1920 بجريمو (فار) في فرنسا وتوفيت في 30 ديسمبر 1995 بباريس. كاتبة فرنسية.
كانت من أبرز الناشطين في الدفاع عن الإنسان أثناء حرب الجزائر. عضو في لجنة التحكيم لجائزة فيمينا الأدبية. من مؤلفاتها «شرفة عائلة برنارديني» التي نالت عنها جائزة رينودو الأدبية عام 1973م و«ألبوم العائلة» سنة وفاتها.